# Giovanni Maria Staffieri
Giovanni Maria Staffieri (* 20. Dezember 1944 in Lugano) ist ein Schweizer Politiker, Historiker, Numismatiker, Publizist und Forscher in den Bereichen Kultur und Genealogie.

## Leben
Er besuchte zuerst das Lyzeum in Lugano, dann zog er nach Zürich, studierte Ökonomie an der Universität Zürich und promovierte im Jahr 1959 in Wirtschafts- und Sozialwissenschaften. Seit 1970 führte er ein Geschäftsbüro in Lugano und ab 1969 schrieb er in Zeitungen und Zeitschriften über Numismatik, Geschichte, Politik und verschiedene Humanitäten.
Im Jahr 1983 wurde er in den Grossrat des Kantons Tessin gewählt. Er war am 24. Mai 1997 Mitgründer und ehemaliger Präsident der Società Genealogica Della Svizzera Italiana. Er ist Präsident der Ortsbürgergemeinde Patriziato generale di Bioggio, Bosco Luganese e Muzzano-Agnuzzo. Seit 1976 wohnt er in Muzzano.

## Schriften (Auswahl)
- La figura militare e politica del capitano Giuseppe Staffieri da Bioggio (1723–1802). Arturo Salvioni, Bellinzona 1974.
- La monetazione di Diocaesarea in Cilicia.	In: Quaderni ticinesi di numismatica e antichità classiche. Lugano 1985.
- La monetazione di Olba nella Cilicia Trachea. In: Quaderni ticinesi di numismatica e antichità classiche. Lugano 1978.
- Malcantone: testimonianze culturali nei comuni malcantonesi. Edizioni Bernasconi, Lugano-Agno 1985.
- Le famiglie patrizie di Bioggio e Gaggio (appunti storico-genealogici). Edizioni del Patriziato di Bioggio, Bioggio 1992.
- Muzzano. (Mit Stefano Vassere), Archivio cantonale, Repertorio toponomastico ticinese 12, Bellinzona 1998.
- La successione delle famiglie padronali e coloniche in una masseria del Luganese dal ’700 al ’900. Vicende umane e aspetti genealogici. In: Bollettino genealogico della Svizzera italiana. Menghini, Poschiavo 2001.
- Il patriziato generale di Bioggio, Bosco Luganese e Muzzano-Agnuzzo. In: Almanacco Malcantonese e Valle del Vedeggio. 2001.
- Una lunga e animata controversia di tre secoli orsono per la vicecura di Bioggio e Gaggio 1719–1724. In: Almanacco Malcantonese e Valle del Vedeggio. 2002.
- Il patriziato ticinese: identità, pratiche sociali, interventi pubblici. (Mit Giovanna Scolari), Armando Dadò Editore, Locarno 2003.
- Bioggio e Gaggio dal medioevo alla fine del 1700. Riassunti e spigolature da fonti edite e inedite. In: Almanacco Malcantonese e Valle del Vedeggio. 2005.
- Un benemerito sacerdote malcantonese. Don Domenico Staffieri di Bioggio 1721–1806. In: Almanacco Malcantonese e Valle del Vedeggio. 2006.
- Famiglie ticinesi: notizie e stemmi raccolti da Giampiero Corti. Società genealogica della Svizzera italiana, Fontana Edizioni, Lugano-Pregassona 2012.